# Mazsalaca
Mazsalaca (en alemany: Salisburg; en livonià: Piški Salats; en estonià: Väike-Salatsi) és un poble de Letònia situat al municipi de Mazsalaca a l'antiga región històrica de Vidzeme. Està situada a la riba dreta del riu Salaca, a 45 km de Valmiera i 149 km de la capital Riga.

## Història
L'àrea inclou el més gran enterrament del nord d'Europa de l'Edat de pedra, datat de circa de 5000 aC. L'actual ciutat va començar a desenvolupar-se l'any 1864 quan es va construir un pont sobre el riu Saloca.
A l'octubre del 2009 es va trobar el cràter d'un meteorit en un camp pròxim a la ciutat, que més tard va resultar ser una falsa notícia com a part d'una campanya de màrqueting realitzada per la companyia de telecomunicacions Tele2.

## Personatges il·lustres
- Augusts Kirhenšteins Polític i biòleg